# Gennagyij Sztanyiszlavovics Csurilov
Gennagyij Sztanyiszlavovics Csurilov (oroszul: Геннадий Станиславович Чури́лов Magnyitogorszk, 1987. május 5. – Jaroszlavl mellett, 2011. szeptember 7.) orosz profi jégkorongozó, a Lokomotyiv Jaroszlavl egykori (KHL) csatára. Karrierje a Metallurg Magnyitogorszk csapatában indult, majd egyéves tengerentúli kitérő után került a Jaroszlavl csapatához, melynek meghatározó alakja volt.

## Elemzők véleménye
A passzjáték jellemzi leginkább stílusát. Nem túl jó a korcsolyázó technikája, de gyorsnak mondható. Bot és korongkezelési képességei kiválóak.  Nem túl jó védekezésben, ez a fizikai felépítésének is betudható. Kerüli az ütközéseket, és a fizikai játékot. Karrierje során két súlyos sérülése volt, ami hátráltatta a fejlődésben.

## Halála
2011. szeptember 7-én egy repülőgép-katasztrófa során vesztette életét, amelyben Jak–42D típusú repülőgépe Jaroszlavl mellett lezuhant.

## Statisztikák
| 2003–2004           | Metallurg Magnyitogorszk-2 | RUS-3               | 7   | 5  | 7  | 12  | 0   | —  | — | —  | —  | —  |
| 2004–2005           | Québec Remparts            | QMJHL               | 69  | 11 | 26 | 37  | 36  | 13 | 2 | 5  | 7  | 8  |
| 2005–2006           | Lokomotyiv Jaroszlavl      | RSL                 | 43  | 5  | 10 | 15  | 28  | 11 | 1 | 3  | 4  | 4  |
| 2006–2007           | Lokomotyiv Jaroszlavl      | RSL                 | 38  | 5  | 6  | 11  | 22  | 7  | 0 | 0  | 0  | 2  |
| 2007–2008           | Lokomotyiv Jaroszlavl      | RSL                 | 57  | 6  | 10 | 16  | 35  | 15 | 1 | 2  | 3  | 6  |
| 2008–2009           | Lokomotyiv Jaroszlavl      | KHL                 | 56  | 5  | 9  | 14  | 24  | 19 | 0 | 4  | 4  | 4  |
| 2009–2010           | Lokomotyiv Jaroszlavl      | KHL                 | 56  | 10 | 22 | 32  | 52  | 17 | 4 | 10 | 14 | 41 |
| 2010–2011           | Lokomotyiv Jaroszlavl      | KHL                 | 52  | 15 | 17 | 32  | 30  | 18 | 1 | 13 | 14 | 8  |
| RSL/KHL összesített | RSL/KHL összesített        | RSL/KHL összesített | 303 | 46 | 74 | 120 | 181 | 87 | 7 | 32 | 39 | 73 |